# Público (álbum)
Público é o primeiro álbum ao vivo da cantora e compositora Adriana Calcanhotto. O álbum recebeu um disco de platina (o que significa que vendeu mais de 250 mil cópias no país). Foi gravado no Rio de Janeiro entre novembro de 1999 e fevereiro de 2000.

## Faixas
| N.º | Título                                    | Compositor(es)                   | Duração |  |
| 1.  | "E o mundo não se acabou"                 | Assis Valente                    | 2:53    |  |
| 2.  | "Mais Feliz"                              | Cazuza Bebel Gilberto Dé         | 2:50    |  |
| 3.  | "Clandestino"                             | Manu Chao                        | 2:25    |  |
| 4.  | "Uns Versos"                              | Adriana Calcanhotto              | 3:08    |  |
| 5.  | "Devolva-me"                              | Renato Barros Lílian Knapp       | 2:11    |  |
| 6.  | "Remix Século XX"                         | Calcanhotto                      | 1:18    |  |
| 7.  | "O Outro"                                 | Calcanhotto Mário de Sá Carneiro | 2:34    |  |
| 8.  | "Vambora"                                 | Calcanhotto                      | 5:02    |  |
| 9.  | "Vamos Comer Caetano"                     | Calcanhotto                      | 3:09    |  |
| 10. | "Esquadros"                               | Calcanhotto                      | 4:16    |  |
| 11. | "Cariocas"                                | Calcanhotto                      | 2:32    |  |
| 12. | "Medo de Amar Nº 3"                       | Péricles Cavalcanti              | 3:50    |  |
| 13. | "Maresia"                                 | Antônio Cícero Paulo Machado     | 4:09    |  |
| 14. | "Dona de Castelo" (Bônus Track)           | Jards Macalé Waly Salomão        | 2:52    |  |
| 15. | "Remix Século XX - O Remix" (Bônus Track) | Calcanhotto Salomão              | 7:05    |  |